# Romuald Nowak
Romuald Nowak (ur. 23 sierpnia 1923 w Lidzie, zm. w maju 2016) – polski działacz polityczny i sportowy, przewodniczący Miejskiej Rady Narodowej w Olsztynie w latach 1953–1958, członek Polskiej Zjednoczonej Partii Robotniczej.

## Życiorys
Ukończył studia na Uniwersytecie Mikołaja Kopernika w Toruniu, a następnie zamieszkał w Olsztynie, gdzie 9 grudnia 1953 został wybrany na przewodniczącego Miejskiej Rady Narodowej. Za jego kadencji otworzono m.in. popularną wśród olsztynian restaurację "Pod Żaglami". Uruchomiono także pierwszą linię autobusową łączącą Likusy z centrum miasta. Powołano też do życia Stowarzyszenie Społeczno-Kulturalne "Pojezierze", którego prezesem został Hieronim Skurpski. W czasie rządów Nowaka odsłonięto Pomnik Wdzięczności dla Armii Radzieckiej. Także w tym czasie Plac Bema otrzymał swoją obecną nazwę. W czasie, gdy obejmował stanowisko przewodniczącego Miejskiej Rady Narodowej, miejsce to nosiło miano placu Armii Czerwonej. 16 listopada 1956 na wniosek studentów Wyższej Szkoły Rolniczej nadano mu imię Powstańców Węgierskich. Rok później postanowiono, iż skrzyżowanie obecnych ulic Limanowskiego, Partyzantów i Kętrzyńskiego będzie nosiło imię Józefa Bema.
Za czasów kadencji Romualda Nowaka odbyła się także pierwsza premiera w Olsztyńskim Teatrze Lalek. Wówczas zaczęły się też ukazywać dwa czasopisma: miesięcznik społeczno-kulturalny "Mazury i Warmia" i tygodnik "Panorama Północy".
13 lutego 1958 Romuald Nowak zakończył kadencję na stanowisku przewodniczącego Miejskiej Rady Narodowej i pracował jako zastępca dyrektora, a następnie dyrektor w Wydziale Komunikacji Wojewódzkiej Rady Narodowej (później Urzędu Wojewódzkiego). W 1983 przeszedł na emeryturę.

### Działalność sportowa
Przed 1939 był piłkarzem w jednej z drużyn działających przy tzw. ognisku kolejowym. Od 1946 do 1950 działał w KKS Warmia, a następnie społecznie działał w Okręgowym Związku Piłki Nożnej, w którym od 1973 do 1988 zajmował stanowisko przewodniczącego. Od 1995 pełnił funkcję sekretarza Wydziału Gier i Dyscypliny.